# Петър Стоянов
Вижте пояснителната страница за други личности с името Петър Стоянов.
Петър Стефанов Стоянов е български юрист, адвокат по професия, политик и 2-ри президент на Република България, между 22 януари 1997 и 22 януари 2002 г. Владее свободно немски език и английски език.

## Биография

### Произход и образование
Петър Стоянов е роден е на 25 май 1952 г. в Пловдив, България в семейството на Стоянка Стоянова (23 февруари 1928 – 24 февруари 2015) и Стефан Стоянов (23 декември 1920 – 22 май 2009). Потомък е по бащина линия на род от родопското село Манастир.
През 1976 г. завършва Юридическия факултет на Софийския университет „Св. Климент Охридски“.
През 1990 г. става говорител на Съюза на демократичните сили (СДС) в Пловдив, а през 1992 г. поема длъжността на заместник-министър на правосъдието в кабинета на СДС, оглавяван от Филип Димитров.
Избран за председател на Юридическия съвет на СДС през май 1993 г. През 1994 г. е избран за депутат в XXXVII народно събрание. През същата година става заместник-председател на парламентарната група на СДС и заместник-председател на Комисията за младежта, спорта и туризма.
През 1995 г. е избран за заместник-председател на СДС, отговарящ за вътрешната политика и е на този пост до 1996 г, когато става президент. От 2005 до 2007 е председател на СДС.

### Президентски и вицепрезидентски избори, 1996 г.
| Резултати от президентските избори в България на 27 октомври/3 ноември 1996 година | Резултати от президентските избори в България на 27 октомври/3 ноември 1996 година | Резултати от президентските избори в България на 27 октомври/3 ноември 1996 година | Резултати от президентските избори в България на 27 октомври/3 ноември 1996 година | Резултати от президентските избори в България на 27 октомври/3 ноември 1996 година | Резултати от президентските избори в България на 27 октомври/3 ноември 1996 година | Резултати от президентските избори в България на 27 октомври/3 ноември 1996 година |
| --- | ---------------------------------------------------------------------------------- | ---------------------------------------------------------------------------------- | ---------------------------------------------------------------------------------- | ---------------------------------------------------------------------------------- | ---------------------------------------------------------------------------------- | ---------------------------------------------------------------------------------- |
| \| Кандидат-президент \| Кандидат-вицепрезидент \| Издигнати от \| Гласове I тур \| % I тур \| Гласове II тур \| % II тур \| \| ------------------------------- \| ---------------------- \| ---------------------------------------------------------------------------- \| ------------- \| --------- \| -------------- \| --------- \| \| Христо Бойчев \| Иван Кулеков \| Движение за защита на пенсионерите, безработните и социално слабите граждани \| 57 668 \| 1,34% \| \| \| \| Димитър Марковски \| Димитрина Вулджиева \| Свободна кооперативна партия \| 5 823 \| 0,14% \| \| \| \| Митко Димитров \| Игнат Игнатов \| Обединение за запазване на богатствата на България \| 7 793 \| 0,18% \| \| \| \| Илиян Николов \| Сергей Немцеров \| Българска национална екологична партия \| 4 920 \| 0,11% \| \| \| \| Иван Маразов \| Ирина Бокова \| Заедно за България \| 1 158 204 \| 27,01% \| 1 687 242 \| 40,27% \| \| Вера Илиева \| Искра Атанасова \| Българска комунистическа партия \| 34 004 \| 0,79% \| \| \| \| Славомир Цанков \| Добри Добрев \| Съюз на демократичните партии и движения Ера 3 \| 22 724 \| 0,53% \| \| \| \| Любомир Стефанов \| Паруш Караиванов \| Алтернативно социалистическо обединение (независими) \| 6 056 \| 0,14% \| \| \| \| Петър Стоянов \| Тодор Кавалджиев \| Обединени демократични сили \| 1 889 825 \| 44,07% \| 2 502 517 \| 59,73% \| \| Иван Стоянов \| Румяна Якимова \| Демократическа партия в България \| 14 659 \| 0,34% \| \| \| \| Александър Томов \| Людмил Маринчевски \| независими \| 135 571 \| 3,16% \| \| \| \| Жорж Ганчев \| Арлин Антонов \| Български бизнес блок \| 937 686 \| 21,87% \| \| \| \| Минчо Минчев \| Пенчо Пенчев \| Отечествена партия на труда \| 13 567 \| 0,32% \| \| \| \| Общо: \| Общо: \| Общо: \| 4 288 500 \| 4 288 500 \| 4 189 759 \| 4 189 759 \| \| на балотаж не достигнал балотаж \| \| \| \| \| \| \| |                                                                                    |                                                                                    |                                                                                    |                                                                                    |                                                                                    |                                                                                    |
| Кандидат-президент | Кандидат-вицепрезидент                                                             | Издигнати от                                                                       | Гласове I тур                                                                      | % I тур                                                                            | Гласове II тур                                                                     | % II тур                                                                           |
| Христо Бойчев | Иван Кулеков                                                                       | Движение за защита на пенсионерите, безработните и социално слабите граждани       | 57 668                                                                             | 1,34%                                                                              |                                                                                    |                                                                                    |
| Димитър Марковски | Димитрина Вулджиева                                                                | Свободна кооперативна партия                                                       | 5 823                                                                              | 0,14%                                                                              |                                                                                    |                                                                                    |
| Митко Димитров | Игнат Игнатов                                                                      | Обединение за запазване на богатствата на България                                 | 7 793                                                                              | 0,18%                                                                              |                                                                                    |                                                                                    |
| Илиян Николов | Сергей Немцеров                                                                    | Българска национална екологична партия                                             | 4 920                                                                              | 0,11%                                                                              |                                                                                    |                                                                                    |
| Иван Маразов | Ирина Бокова                                                                       | Заедно за България                                                                 | 1 158 204                                                                          | 27,01%                                                                             | 1 687 242                                                                          | 40,27%                                                                             |
| Вера Илиева | Искра Атанасова                                                                    | Българска комунистическа партия                                                    | 34 004                                                                             | 0,79%                                                                              |                                                                                    |                                                                                    |
| Славомир Цанков | Добри Добрев                                                                       | Съюз на демократичните партии и движения Ера 3                                     | 22 724                                                                             | 0,53%                                                                              |                                                                                    |                                                                                    |
| Любомир Стефанов | Паруш Караиванов                                                                   | Алтернативно социалистическо обединение (независими)                               | 6 056                                                                              | 0,14%                                                                              |                                                                                    |                                                                                    |
| Петър Стоянов | Тодор Кавалджиев                                                                   | Обединени демократични сили                                                        | 1 889 825                                                                          | 44,07%                                                                             | 2 502 517                                                                          | 59,73%                                                                             |
| Иван Стоянов | Румяна Якимова                                                                     | Демократическа партия в България                                                   | 14 659                                                                             | 0,34%                                                                              |                                                                                    |                                                                                    |
| Александър Томов | Людмил Маринчевски                                                                 | независими                                                                         | 135 571                                                                            | 3,16%                                                                              |                                                                                    |                                                                                    |
| Жорж Ганчев | Арлин Антонов                                                                      | Български бизнес блок                                                              | 937 686                                                                            | 21,87%                                                                             |                                                                                    |                                                                                    |
| Минчо Минчев | Пенчо Пенчев                                                                       | Отечествена партия на труда                                                        | 13 567                                                                             | 0,32%                                                                              |                                                                                    |                                                                                    |
| Общо: | Общо:                                                                              | Общо:                                                                              | 4 288 500                                                                          | 4 288 500                                                                          | 4 189 759                                                                          | 4 189 759                                                                          |
| на балотаж не достигнал балотаж |                                                                                    |                                                                                    |                                                                                    |                                                                                    |                                                                                    |                                                                                    |

На 1 юни 1996 г. печели предварителните избори за президент с 66% от 870 000 гласа и е издигнат за кандидат за президент от Обединените демократични сили (ОДС). Той е първият български политик, който води предизборната си кампания освен в обичайните медии и в Интернет и е първият кандидат за държавен глава, който публично декларира, че целта на мандата му ще бъде членството на България в НАТО и Европейския съюз, определяйки го като „цивилизационен избор“ на страната.
На 2 ноември 1996 г. е избран официално за президент на Република България с 2 502 517 гласа или 59,73% в екип с Тодор Кавалджиев за вицепрезидент.
Полага клетва като президент на републиката на 19 януари 1997 г. Встъпва в длъжност на 22 януари 1997 г. Той е първият български държавен глава след 1971 година, който не е бил член на комунистическата партия.

#### Мандат
Още в началото на своя мандат Петър Стоянов се сблъсква с най-драматичната криза в новата история на България. Повече от месец десетки хиляди протестират срещу управлението на БСП. След подаването на оставка от социалистическия премиер – Жан Виденов, председателят на БСП Георги Първанов и определеният за нов министър-председател Николай Добрев идват при държавния глава със състава на новия кабинет на БСП. Тъй като в 37-ото Народно събрания БСП има абсолютно мнозинство, с което да гласува новия кабинет на бившата Комунистическа партия, Президентът Стоянов отказва да предложи кабинета на БСП в парламента и в същия ден, на 4 февруари 1997 г. свиква Консултативен съвет за национална сигурност с представители на всички политически сили. Именно по време на този Консултативен съвет БСП са принудени да се откажат от мандата си за съставяне на нов кабинет и така с решаващата роля на новоизбрания държавен глава се слага край на политическата криза. Президентът Стоянов назначава служебен кабинет начело с тогавашния кмет на София, избран от СДС, Стефан Софиянски и насрочва нови парламентарни избори, спечелени от Съюза на демократичните сили.
По искане на президента Стоянов назначеният от него служебен кабинет подава официално молба за членство на България в НАТО. Също така Петър Стоянов играе важна роля в разрешаването на Косовската криза, като категорично подкрепя Алианса.
България започва активни преговори за присъединяване към Европейския съюз, които са ключови за последващото приемане на страната.
България ратифицира рамковата конвенция на Съвета на Европа за защита на националните малцинства и става непостоянен член на Съвета за сигурност на Организацията на обединените нации.
През 1999 г. за първи път американски президент посещава България. По покана на Стоянов Бил Клинтън прави историческо тридневно посещение между 21/23 ноември.
По време на мандата си става първият държавен глава в света, подписал закон с електронен подпис. Петър Стоянов е член на Интернет общество - България, от 21 юли 2000 г.
Оригиналът на „История славянобългарска“ е върнат в манастирската библиотека на Зографския манастир на 12 януари 1998 г. по негово решение.

### Неуспешна кандидатура за втори президентски мандат, 2001 г.
Петър Стоянов се кандидатира за втори президентски мандат през 2001 г., но губи на втория тур от Георги Първанов, въпреки че първоначалните социологически проучвания сочат в негова полза.
| Публикувано                   | Институт         | Петър Стоянов | Богомил Бонев | Георги Първанов | Жорж Ганчев | Ренета Инджова | Петър Берон | Няма да гласуват |
| ----------------------------- | ---------------- | ------------- | ------------- | --------------- | ----------- | -------------- | ----------- | ---------------- |
| 20 септември 2001 г.          | Alpha Research   | 34.0%         | 19.0%         | 18.0%           | 3.0%        | 3.0%           | 0.5%        | 24.5%            |
| пренормирани %                | само далите глас | 43.87%        | 24.52%        | 23.22%          | 3.87%       | 3.87%          | 0.65%       |                  |
| разлика на реалните резултати | от прогнозата    | -20.33%       | -21.41%       | +56.72%         | -13.18%     | +27.13%        | +70.77%     |                  |

По време на телевизионен дебат с участието на Богомил Бонев Стоянов изважда секретна папка, в която Бонев е уличен в контакти със съмнителни лица. Водещият Иво Инджев я прочита в ефир. В разгара на споровете репликата на другия водещ на диспута Светла Петрова е „така рискувате, най-големият победител от диспута да е Георги Първанов“, който не участва заради среща с избирателите. Популярното мнение е, че действията на Стоянов отблъскват много от гласоподавателите и с умереното си поведение Първанов печели гласовете на колебаещите се.
Петър Стоянов не получава пълната подкрепа от нито една политическа партия. ДПС категорично подкрепя кандидата на бившата Комунистическа партия, Георги Първанов, независимо от репресиите, на които са подложени българските турци от БКП по време на „Възродителния процес“.
Преди началото на кампанията Стоянов е подкрепен от СДС, но в хода на кампанията избирателите са разколебани от двусмислени изказвания на лидери и говорители на Съюза на демократичните сили. Въпреки очакванията, че НДСВ, което малко преди това е спечелило парламентарните избори с абсолютно мнозинство, ще подкрепи Стоянов, това не се случва. По време на втория тур лидерът на движението и тогавашен премиер Симеон Сакскобургготски обявява, че няма да гласува, като се мотивира с желанието да спести на държавата разходите за необходимото пътуване до с. Баня, където е адресно регистриран и това разколебава неговите последователи и избиратели.
Стоянов губи изборите за втори президентски мандат и това слага началото на края на съюза на демократичните сили, подкрепян с много надежди и очаквания след падането на комунизма в България.
| \| Кандидат-президент \| Кандидат-вицепрезидент \| Издигнати от \| Гласове I тур \| % I тур \| Гласове II тур \| % II тур \| \| ----------------------- \| ---------------------- \| ----------------------------- \| ------------- \| --------- \| -------------- \| --------- \| \| Петър Берон \| Стоян Андреев \| Съюз България \| 31 394 \| 1,11% \| \| \| \| Петър Стоянов \| Нели Куцкова \| инициативен комитет \| 991 680 \| 34,95% \| 1 731 676 \| 45,87% \| \| Богомил Бонев \| Атанас Железчев \| Гражданска партия на България \| 546 801 \| 19,27% \| \| \| \| Жорж Ганчев \| Веселин Бончев \| Блокът на Жорж Ганчев \| 95 481 \| 3,36% \| \| \| \| Георги Първанов \| Ангел Марин \| Коалиция за България \| 1 032 665 \| 36,39% \| 2 043 443 \| 54,13% \| \| Ренета Инджова \| Кръстю Илов \| Демократичен алианс \| 139 680 \| 4,92% \| \| \| \| Общо: \| Общо: \| Общо: \| 2 837 701 \| 2 837 701 \| 3 775 119 \| 3 775 119 \| \| десница и център левица \| \| \| \| \| \| \| |                        |                               |               |           |                |           |
| Кандидат-президент | Кандидат-вицепрезидент | Издигнати от                  | Гласове I тур | % I тур   | Гласове II тур | % II тур  |
| Петър Берон | Стоян Андреев          | Съюз България                 | 31 394        | 1,11%     |                |           |
| Петър Стоянов | Нели Куцкова           | инициативен комитет           | 991 680       | 34,95%    | 1 731 676      | 45,87%    |
| Богомил Бонев | Атанас Железчев        | Гражданска партия на България | 546 801       | 19,27%    |                |           |
| Жорж Ганчев | Веселин Бончев         | Блокът на Жорж Ганчев         | 95 481        | 3,36%     |                |           |
| Георги Първанов | Ангел Марин            | Коалиция за България          | 1 032 665     | 36,39%    | 2 043 443      | 54,13%    |
| Ренета Инджова | Кръстю Илов            | Демократичен алианс           | 139 680       | 4,92%     |                |           |
| Общо: | Общо:                  | Общо:                         | 2 837 701     | 2 837 701 | 3 775 119      | 3 775 119 |
| десница и център левица |                        |                               |               |           |                |           |

### След 2001 г.
Петър Стоянов е водач на листите на ОДС за парламентарните избори на 25 юни 2005 г. в Пловдив и Смолян и е избран за депутат. От 1 октомври 2005 г. е председател на СДС, като на 22 май 2007 г., след поражението на партията на изборите за Европейски парламент подава оставка. Остава депутат в парламента до 14 септември 2007 г., когато по негова молба Народното събрание гласува да бъдат прекратени правомощията му като народен представител.

## Членства
От 2010 година е президент на Център за глобален диалог и сътрудничество във Виена. Съпредседател е на Световния проект за справедливост във Вашингтон. Член е на Попечителския съвет на Александрийската библиотека, член на борда на Международния център за толерантност, диалог и сътрудничество между различните култури и религии „Низами“, член е на фондация „Клинтън глоубъл инишиатив“.

## Признание и отличия
- На 17 септември 2022 г. на тържествена сесия на Столичния общински съвет е удостоен със званието Почетен гражданин на София.[5][6]

## Семейство
Петър Стоянов е женен за Антонина Стоянова, бивш дипломат, работи в Световната организация за интелектуална собственост в Женева. Те имат син Стефан (р. 1979) и дъщеря Теофана (р. 1990). Братът на Петър Стоянов, Емил Стоянов е избран през 2009 г. за евродепутат от партията ГЕРБ.

## Цитирана литература